# 고스트 시큐리티
고스트 시큐리티(Ghost Security)는 어나니머스가 이슬람 국가IS에 공격을 선포한 이후 등장한 어나니머스 is작전에 지원하는 해커 그룹이다 그 그룹의 해시태그로 #GhostSecurity 와 #GhostSec, #GhostSecGroup를 쓴다고 한다.

## 같이 보기
- 룰즈섹
  - 고스트 시큐리티 영상 
  - 고스트 시큐리티 공식 사이트